# Pýtheás z Massalie
Pýtheás z Massalie (či Massilie) byl řecký obchodník, zeměpisec a průzkumník, který žil přibližně v letech 380 př. n. l. – 310 př. n. l. v řecké kolonii Massalii (nynější Marseille ve Francii). Podnikl námořní cestu k britským ostrovům a pronikl až přibližně k severnímu polárnímu kruhu. Svou cestu popsal v knize Peri tú Ókeanú, kterou však známe pouze zprostředkovaně díky jejím starověkým kritikům. 

Je po něm pojmenován kráter Pytheas na přivrácené straně Měsíce.

## Kdo byl Pýtheás?
Pýtheás byl nezámožný svobodný občan, ale získal značné matematické a astronomické vědomosti. Slyšel o Pythagorově teorii o kulatosti Země a celého vesmíru, jeho současník Aristoteles věděl, že učenci té doby spočítali obvod Země s relativní přesností na 400 000 stadií. Jako námořník uměl používat gnómon, přístroj na určování zeměpisných šířek, který Řekové převzali kolem 575 př. n. l. od Féničanů. Určil šířku Massalie na 43° a 1´ s.š. (správně 43° 17´). Gnómon pak užil k určení polohy na otevřeném moři. Jako námořník zřejmě cestoval už dříve a v oblasti Španělska studoval slapové jevy (příliv a odliv), přičemž správně poukázal na roli měsíčních fází.

## Důvody cesty
Pýtheás toužil poznat, co je mimo hranice řeckého světa. Pravděpodobně kolem roku 325 př. n. l. (možná o něco dříve) vyhradila městská rada (timúchové) v Massalii finanční prostředky na cestu, která by jim umožnila přímý obchod s producenty cínu a jantaru na severu Evropy. Existovala také snaha nalézt vodní spojení mezi Baltským a Černým mořem. Spekuluje se, že plánovanou výpravu mohl financovat i Alexandr Veliký.
K vedení výpravy se uvolil Pýtheás, který byl znám jako velký mluvka, jemuž se příliš nevěřilo. Obchodní účel cesty byl pro něho vedlejším důvodem k uskutečnění svého snu poznat kraje mimo dosavadní okruh řeckého světa. Je nepochybné, že na dovozu cínu a případném objevu dalších nalezišť v Británii byl osobně zainteresován. Byl vybaven zvláštní lodí nazvanou Artemis, zřejmě birémou, lodí s jedním stěžněm a dvěma řadami vesel. Byla asi 45 m dlouhá a 7,6 m široká, dvacetičlennou posádku doplňovalo 50 – 60 veslařů.

## Začátek cesty
O začátku cesty není mnoho známo a existují pouze dohady. Existují dvě hypotézy o tom, jak Pýtheás překonal kartaginskou blokádu Gibraltarské úžiny. Kartaginci totiž nedovolovali cizím lodím její průjezd, aby nepřišli v této oblasti o obchodní monopol. Právě Pytheova výprava jim ho měla narušit.
První domněnka hovoří o tom, že se Pýtheás plavil pět dnů Středozemním mořem k západu a když se blížil k Herkulovým sloupům (Gibraltaru), natřel loď (některé prameny uvádějí lodi dvě) na černo a v noci proplul kolem kartaginských hlídek. Možná, že využil nějaké mezery v jejich blokádě, protože oblast dobře znal. Jiní vědci se domnívají, že se Pýtheás dostal po zemi přes Galii k ústí Garonny nebo Loiry a zde si teprve postavil loď.

## Na Britských ostrovech
Pýtheás se cestou několikrát zastavil, aby doplnil zásoby a pitnou vodu. V Biskajském zálivu se poprvé loď dostala mimo dohled břehu, po třech dnech (zřejmě plavby z ústí Loiry) přistála Artemis poblíž ostrova Oxissanie (dnešní Ouessant), hlavního překladiště cínu. Zde námořníci zažili obrovský odliv (asi 16 m), což bylo pro člověka ze Středozemí nepředstavitelné. Loď se nečekaně dostala na sucho a málem se převrhla.
Britské ostrovy po staletí znali Féničané jako základní zdroj cínu, vedle mědi součást bronzu. Pokračování plavby zavedlo Řeky na poloostrov Cornwall, hlavní naleziště cínu a obchodní cíl cesty. Pýtheás zde studoval jeho dobývání a zpracování, zároveň chtěl najít i naleziště nová. Obyvatelé na pobřeží Cornwallu se označovali jako Pretani nebo Priteni (Malovaní nebo Tetovaní lidé) a Pýthéas proto označil zemi, kterou pro Řeky objevil, jako Prettaniké. Diodóros Sicilský toto pojmenování později změnil na Pretannia. Etymologie slova Británie se ukazuje zřejmě jako „Ostrovy Malovaných lidí (Pretani)“.
Pýtheás celou Británii obeplul. S domorodci vycházel dobře, studoval jejich zvyky, jediným problémem bylo handrkování o nápoje. Za řecké víno domorodci nabízeli své pivo, které Řekům vůbec nechutnalo. Pýtheás popisuje podrobně zeměpisné prvky i obchody a zvyky obyvatel. Na severu míjí skupinu ostrovů, které pojmenoval Orcas (Orkneje). Námořníci tam byli překvapeni hejnem velryb. Líně plavaly po vodě a hlučně vyfukovaly ze svého hřbetu proudy vody.
Na severu Skotska se dověděl, že ještě dál na sever existuje země, kde slunce zapadá jen na dvě až tři hodiny a pak opět vychází, dokonce existují místa, kde slunce půl roku vůbec nezapadá. Touží tato místa poznat a vydává se na sever.

## V zemi Thúlé
Kvůli nepřímým materiálům se současné historiografii nabízí opět několik hypotéz. Pýtheás se vydal na šestidenní plavbu do bájné země Thúlé. Starší historikové se domnívali, že Thúlé ležela někde v oblasti středního Norska (kolem Trondheimu). Shetlandy a Faery byly příliš blízko na tak dlouhou plavbu. Proti názoru, že Pýtheás dorazil na Island, argumentují s tím, že Pýthéas v Thúlé dostával med, nápoje z medu a obilí, popisuje dokonce výmlat obilí v uzavřených stodolách a jeho uskladňování v dírách proti mrazu.
Dnes se kloníme[kdo?] spíše k domněnce, že skutečně šlo o Island a nesrovnalosti mohou vyplývat ze změn v podnebí nebo  zkomolenin v textu. Zprávy totiž svědčí spíše o cestě na severozápad, Pýtheás u Thúlé narazil na zmrzlé moře a popsal i sopky. K plavbě mohl využít západního směru Golfského proudu, který se vlivem chladného oceánu obrací na severu k Islandu.
Pýtheás pokračoval ještě dále, dokud mu to moře umožnilo. Pak narazil na hustou mlhu, v níž nic nerozeznával. Ocitl se v děsivé prázdnotě, kde vzduch nasycený mlhou splýval s vodou a ledovou břečkou, takže se mu zdálo, že není ani vzduch ani země, jen hustá mlha a ledová kaše. Byli v místech, která nelze ani přeplout ani přejít nohama. Museli loď obrátit. Nejodvážnější domněnky hovoří o tom, že Pytheás mohl být na dosah Grónska a snad mohl jeho břehy vidět.

## Zpáteční cesta
Pýtheás se vracel k pobřeží Británie, dokončil její obeplutí, a pak se ještě vydal hledat Jantarové ostrovy. Dodnes není zřejmé, o které ostrovy se jedná, protože k jantaru se mohli Řekové dostat na pobřeží Severního i Baltského moře. Mnozí tvrdí, že do Baltu Pýtheás nepronikl, neboť chybí zmínka o Kattegatu a dánských ostrovech. Mohlo se jednat o Fríské ostrovy, ale nejspíš o Helgoland nebo některý zaniklý ostrov (Pytheás mluví o přistání na ostrově Avalus). Zpět se asi vrací po souši údolími Rýna a Rhony, kudy se severem obchodovali Etruskové.

## Závěr
Do svého města přivezl Pýtheás velký náklad cínu a jantaru. Obchodníci ho uvítali nadšeně, ale mnohem skeptičtější byli k jeho vyprávění a knize Peri tú Ókeanú. Nikdo mu nevěřil a měli ho za blázna. Stejně odmítaví byli i ti, kdo knihu podrobili kritice ještě předtím, než shořela s Alexandrijskou knihovnou. Úryvky z díla se dochovaly u Strabóna, Diodora Sicilského a Plinia Staršího. Nikdo z nich nedovedl překonat navyklý způsob uvažování a až přelom 19. a 20. století (arktické výpravy F. Nansena a dalších) dal Pýtheovi za pravdu.